# Alpina baldensis
Alpina baldensis är en fjärilsart som beskrevs av Wolfsberger 1966. Alpina baldensis ingår i släktet Alpina och familjen mätare. Inga underarter finns listade i Catalogue of Life.